# León Torrellas y Gallego
León Torrellas y Gallego, (en algunos documentos Gallegos), nació en Madrid, España el  20 de febrero de 1817 y falleció en Córdoba el 23 de mayo de 1890. Fue primer médico por oposición y decano del Cuerpo de la Beneficencia provincial de Córdoba, también catedrático de clínica quirúrgica de la Universidad Libre de Córdoba. 

## Biografía
Nace el 20 de febrero de 1817 en los departamentos de la Casa Real Española destinados a su servicio, pues su padre, Bartolomé Torrellas y Elías, natural de Barcelona es cantor de la Capilla Real de Madrid. Su madre fue María de la O Gallegos y Casanova. Ganadas con el número uno, las oposiciones a plazas de médicos de la Beneficencia General, pues aún no existen las Diputaciones, viene a Córdoba, llamado por su primo hermano Torcuato Pérez de Guzmán, marqués de Santa Marta, que le sirve de introductor en la ciudad ayudándole en su instalación, que se realiza precisamente en una vivienda junto al palacio de dicho noble, sito en la plaza de San Andrés.
Rápidamente en Córdoba adquiere gran reputación como cirujano, cargo que ostenta en el Hospital de Agudos de la Beneficencia Provincial durante toda su vida, siendo por mucho tiempo, el decano de la sección de Cirugía de dicho centro. 
Constituye don León Torrellas, junto con José Valenzuela y Márquez y Manuel de Luna y García, quizá el pilar más sólido en el que se apoya la Facultad de Medicina de Córdoba. Y seguramente, el primero sea aún más destacado, por cuanto que no vivió más que para su profesión y para su dedicación docente. Es característico el hecho de que su nombre, que aparece en los diarios de la época con prodigalidad suma, siempre -excepto en una ocasión en que rompe su lanza en pro de sus católicas convicciones-, va unido a la noticia de una intervención quirúrgica realizada, a una curación conseguida o a un cargo profesional adquirido. 
Su fama le lleva a ser requerido ante la inminencia de la creación de la Universidad Libre de Córdoba. Su impulsor, don Rafael María de Gorrindo se documenta, a través de los doctores León Torrellas y Rafael Anchelerga, de las necesidades de la Facultad de Medicina de la Universidad que está a punto de abrir sus puertas. Su contribución fue de una importancia destacada. En su Facultad de Medicina ocupó el cargo de catedrático de los dos cursos de clínica quirúrgica. 
Enseguida de haberse encargado de las citadas cátedras toma la decisión de doctorarse. Esto lo hace en junio de 1871 en la Universidad de Sevilla con el tema "Comentarios sobre el cáncer, su origen y evolución".
El 22 de julio de 1880, es elegido Presidente del recién creado Colegio de Médicos de Córdoba, siendo por lo tanto su primer Presidente.
En 1885 cuando se intenta crear en Córdoba la Universidad Católica asimilada es nombrado decano de la Facultad de Medicina y catedrático de Patología especial Quirúrgica y Clínica Quirúrgica II. Estos nombramientos demuestran que, a pesar de contar ya 68 años, sigue siendo el cirujano número uno de Córdoba y uno de sus médicos más prestigiados.
León Torrellas tuvo su continuador en don Rafael Torrellas Naval médico, licenciado en la Facultad de Medicina de Córdoba, a la que su padre sirvió y entregó cuatro años de su vida profesional. 
La Diputación de Córdoba posee un retrato del insigne profesor y doctor pintado por el pintor cordobés Julio Romero de Torres en 1895. Este cuadro se expone en el museo del pintor en Córdoba por contrato de cesión con el ayuntamiento de la ciudad.
Falleció en Córdoba el 23 de mayo de 1890, siendo inhumado al día siguiente en el cementerio de San Rafael de la citada capital.